# Анита Бароун
Анита Луис Бароун (на английски: Anita Louise Barone) е американска актриса и продуцент.

## Биография и
Анита Бароун е родена на 25 септември 1964 г. в Сейнт Луис, Мисури, САЩ. Завършва университите University of Detroit Mercy и Wayne State University в Детройт.
Анита е омъжена за актьора Матю Глейв. Двамата имат две дъщери Маделин и Роксан.

## Кариера
Кариерата ѝ започва в сериала „Зайнфелд“. По-късно участва в различни филми и сериали. Една от най-известните и главни роли е в сериала
„Войната вкъщи“, където изпълнява ролята на Вики Голд.